# Château d'Arcy
Ne doit pas être confondu avec le château homonyme à Chaumes-en-Brie, ni avec celui d'Arcy-sur-Cure.
Pour les articles homonymes, voir D'Arcy.
Le château d'Arcy est un ancien château fort, du XIIe siècle, remanié au XVe siècle, centre de la seigneurie puis du marquisat d'Arcy, qui se dresse sur la commune de Vindecy dans le département de Saône-et-Loire, en région Bourgogne-Franche-Comté.
Le château fait l’objet d’une inscription partielle au titre des monuments historiques par arrêté du 27 juin 1983. Seules les façades et les toitures des deux bâtiments d'entrée avec leur tour, le portail d'entrée entre ces deux bâtiments, les façades et les toitures du corps de logis, de l'aile en retour et de la tour sont inscrits.

## Situation
Le château d'Arcy est situé dans le département français de Saône-et-Loire sur la commune de Vindecy, sur les bords de Loire.

## Histoire
Avant le XIIIe siècle le domaine fait partie de la baronnie de Semur-en-Brionnais. Au début du XIIIe siècle il est détaché de la baronnie pour une branche cadette de la famille de Semur. Jean de Semur, seigneur de Sancenay (Oyé), est en 1230 le premier seigneur identifié.
En 1434, à la mort de Lancelot de Semur, il passe à sa nièce Béatrice de la Bussière, mariée à Antoine Le Viste. De 1457 à 1501, Jean IV Le Viste, fils d'Antoine et de Béatrice, propriétaire, fait d'importants travaux. En 1482, il y reçoit Louis XI, et aurait commandé les fameuses tentures de La Dame à la Licorne.
Claude Le Viste, fille aînée et héritière de Jean, en 1500, épouse, en 1503, Geoffroy de Balzac, seigneur de Montmorillon, de Saint-Clément, en Bourbonnais et de Châtillon-d'Azergues. Ils poursuivent les travaux dans le château et reconstruisent la chapelle seigneuriale de l'église de Vindecy. Geoffroy de Balzac meurt vers 1510 sans postérité, sa femme Claude Le Viste est son héritière. Claude se remarie six ans plus tard, en 1516, avec Jean de Chabannes, seigneur de Vandenesse en Nivernais. Celui-ci, officier est tué en 1524, lors de la bataille de la Sesia. Claude n'a pas d'enfant et institue pour héritière sa cousine Jeanne Le Viste, fille d'Antoine Le Viste, président au Parlement de Paris.
En 1547, Jeanne Le Viste, épouse de Jean-René Robertet, conseiller du roi, doit faire face aux pillages des Huguenots puis à ceux causés par les troupes de la Ligue et des armées royales. Jeanne meurt en 1566, elle a deux enfants, ses héritiers, Florimond et Marie Robertet. Après le décès de son frère en 1567, Marie devient la seule héritière.
Marie Robertet épouse André de Guillard, chevalier et conseiller du roi. Ce dernier meurt en 1574. Marie épouse en secondes noces Jean Mutin, conseiller de la ville de Lyon. C'est son fils, issu de son premier mariage, Louis de Guillard qui devient seigneur d'Arcy. Louis se marie avec Marie Raguier avec qui il aura quatre enfants. En 1591, un incendie ravage le château. Louis de Gaillard meurt la même année que sa mère Marie Robertet, en 1616. Le fils aîné de Louis de Guillard, Philippe, est à son tour baron d'Arcy. Mais, à la suite d'une transaction, Philippe renonce à ses droits sur les terres et la seigneurie d'Arcy au profit de sa sœur Suzanne et de son frère Louis.
Au XVIIe siècle, Marie Raguier, fait d'importantes réparations. Paul de Guillard, petit-fils de Louis de Guillard, est majeur en 1659. Il prend possession du château vers 1661, après avoir épousé Marie Mahault. Paul construit l'aile nord du château. Mais ensuite, vers 1673, il se désintéresse du château pour se consacrer à la carrière des armes en devenant major-commandant du régiment de cavalerie du duc d'Enghien. Il meurt en octobre 1680, sans postérité. Sa succession est grevée d'un lourd passif. Arcy est mis en vente et adjugée à sa veuve, Madeleine Mahault et à Antoine de Valadoux, beau-frère de Paul. Antoine Valadoux, originaire d'Auvergne, agrandit le domaine et fait ériger la terre en marquisat. Il meurt vers 1705. La succession échoit à son fils Paul de Valadoux. Face à une situation financière difficile la seigneurie et les terres d'Arcy sont vendues, en 1719, à Pierre Larcher, président à la Chambre des comptes de Paris et qui avait acheté antérieurement la seigneurie de La Clayette. Pierre Larcher meurt jeune, à 37 ans, ses deux enfants sont mineurs. Sa veuve et un tuteur gère les biens des enfants. Michel, à sa majorité, en 1735, reprend la gestion de son patrimoine.
Vers 1760 Michel Larcher, maître de requêtes au parlement de Paris, réalise de grands travaux (aménagement des extérieurs : disparition des douves et des ponts-levis) ; puis il fait procéder à la construction d'une nouvelle demeure, qui aurait été bâtie sur les plans de l'architecte Edme Verniquet (attribution contestable), construction débutée en 1767 et interrompue en 1772 par la mort de son commanditaire. Michel François Louis Larcher, son fils, lui succède. 
En 1789 les titres de noblesse sont abolis et la justice seigneuriale supprimée. Arcy, de la commune de Vincy, appartient au canton de Montceaux-l'Étoile. M.F.L. Larcher est arrêté puis libéré et il meurt dans son château le 4 avril 1804. Sa veuve se marie, vers 1808, en secondes noces avec Georges Thomé de Saint Cyr, descendant d'une famille forézienne. Elle n'a pas d'enfant et meurt en 1836 en laissant l'usufruit du domaine d'Arcy à son mari et la nue-propriété au comte Léon Leclerc de Juigné, parent de son premier mari.
En 1852, Georges Thomé de Saint-Cyr, vide le château de son mobilier et s'installe au château de Selore près de Saint-Yan. De 1857 à 1910, le château appartient aux Fontenilles de Juigné. En 1910, il est vendu à un marchand de biens. En 1912, le château est acquis par Jacques Meniaud et en 1923, par Henri Rollin.

## Description
Malgré de nombreuses transformations le château a conservé beaucoup d'éléments du XVe siècle.
L'ancien château consistait en un quadrilatère cantonné de tours circulaires en grès gris auxquelles s'adossait à l'ouest un corps de logis de plan rectangulaire allongé et au nord une galerie aujourd'hui disparue ; une tour d'escalier est adossée à la façade du corps de logis. De l'ancienne basse-cour, il reste deux petits bâtiments flanqués au sud et au nord de deux tours rondes. Les fossés ont été comblés sous la Révolution.
L'une de ses plus anciennes représentations est un dessin réalisé en 1885 par Rousselot, inspecteur des Forêts (volume conservé à l'Académie de Mâcon).